# Planispectrum pusillus
Planispectrum pusillus är en insektsart som först beskrevs av Ludwig Redtenbacher 1906.  Planispectrum pusillus ingår i släktet Planispectrum och familjen Heteropterygidae. Inga underarter finns listade i Catalogue of Life.